# (144) Vibilia
(144) Vibilia ist ein Asteroid des mittleren Hauptgürtels, der am 3. Juni 1875 vom deutsch-US-amerikanischen Astronomen Christian Heinrich Friedrich Peters am Litchfield Observatory in New York entdeckt wurde.
Der Asteroid wurde benannt nach Vibilia, der römischen Göttin und Schutzpatronin der Reisen. Er wurde unmittelbar nach Peters’ Rückkehr aus Neuseeland von der Venustransit-Expedition im Jahr 1874 entdeckt.

## Wissenschaftliche Auswertung
Mit Daten radiometrischer Beobachtungen im Infraroten am Kitt-Peak-Nationalobservatorium in Arizona von September 1975 wurden für (144) Vibilia erstmals Werte für den Durchmesser und die Albedo von 130 km und 0,04 bestimmt. Radarastronomische Messungen vom 25. bis 30. Oktober 1984 am Arecibo-Observatorium bei 2,38 GHz führten zur Bestimmung eines effektiven Durchmessers von 142 ± 13 km. Aus Ergebnissen der IRAS Minor Planet Survey (IMPS) wurden 1992 Angaben zu Durchmesser und Albedo für zahlreiche Asteroiden abgeleitet, darunter auch (144) Vibilia, für die damals Werte von 142,4 km bzw. 0,06 erhalten wurden. Nach der Reaktivierung von NEOWISE im Jahr 2013 und Registrierung neuer Daten wurden die Werte 2015 zunächst mit 131,4 km bzw. 0,05 angegeben und dann 2016 korrigiert zu 134,6 km bzw. 0,05, diese Angaben beinhalten aber alle hohe Unsicherheiten. Eine Untersuchung von 2020 bestimmte aus einer Sternbedeckung durch (144) Vibilia am 25. Januar 2011 einen Durchmesser von 143,7 ± 3,3 km.
Photometrische Beobachtungen des Asteroiden erfolgten erstmals vom 18. Dezember 1980 bis 16. Januar 1981 am Osservatorio Astronomico di Torino in Italien. Aus der Lichtkurve konnte eine Rotationsperiode von 13,810 h ermittelt werden. Etwa zur gleichen Zeit gab es auch Beobachtungen am Table Mountain Observatory in Kalifornien. Aus den Messungen vom 30. Dezember 1980 bis 1. Februar 1981 konnte in Kombination mit den Daten aus Italien ein verbesserter Wert für die Rotationsperiode von 13,819 h bestimmt werden.
Die Auswertung archivierter Lichtkurven der Lowell Photometric Database ermöglichte in einer Untersuchung von 2016 die Bestimmung der Rotationsperiode zu 13,82516 h, außerdem konnten Gestaltmodelle und zwei alternative Lösungen für die Position der Rotationsachse angegeben werden in Verbindung mit einer prograden Rotation.
Mit dem neuen Algorithmus All-Data Asteroid Modeling (ADAM) wurde dann 2017 ein Gestaltmodell erstellt, das alle verfügbaren photometrischen, photographischen und sternbedeckungsbasierten Daten gut reproduziert. Es konnte auch eine der zuvor bestimmten Alternativen für die Lage der Rotationsachse ausgeschlossen werden. Für die Größe gab es erstmals eine nicht-radiometrische Bestimmung zu einem Durchmesser von 141 ± 3 km. Die entsprechende Schüttdichte von 3,6 g/cm³ erschien aber erstaunlich hoch für einen Asteroiden des C-Typs. Wahrscheinlich liegt daher ein Fehler in der Bestimmung der Masse vor oder ein sehr dichtes Inneres mit geringer Porosität.
Aus archivierten Daten des Asteroid Terrestrial-impact Last Alert System (ATLAS) aus dem Zeitraum 2015 bis 2018 konnte in einer Untersuchung von 2022 mit der Methode der konvexen Inversion eine Rotationsperiode von 13,824 h berechnet werden.
Abschätzungen von Masse und Dichte für den Asteroiden (144) Vibilia aufgrund von gravitativen Beeinflussungen auf Testkörper hatten bereits in einer Untersuchung von 2012 zu einer Masse von etwa 5,30·1018 kg geführt, was mit einem angenommenen Durchmesser von etwa 141 km eine Dichte von 3,58 g/cm³ ergab bei keiner Porosität. Diese Werte besitzen eine Unsicherheit im Bereich von ±23 %.